# Homo erectus
Homo erectus és una espècie extinta de primat de la família dels homínids que visqué al Vell Món durant el Plistocè, fa entre 11.700 anys i 2,6 milions d'anys. Fou la primera espècie del gènere Homo a desenvolupar el pla corporal i l'anadura típics dels éssers humans, a sortir d'Àfrica i a dominar el foc. H. erectus és l'avantpassat d'espècies com H. heidelbergensis, l'últim avantpassat comú dels éssers humans, els neandertals i els denissovans. Com és natural en una espècie amb una distribució geogràfica i temporal tan extensa, la seva anatomia variava considerablement. Hi ha autors que en reconeixen diverses subespècies: H. e. erectus, H. e. ergaster, H. e. georgicus, H. e. pekinensis, H. e. soloensis i H. e. tautavelensis.

## Història
L'abast de l'espècie, i per tant la seva distribució geogràfica i temporal i la seva posició en l'arbre evolutiu del gènere Homo és encara debatuda. Una interpretació clàssica engloba com a Homo erectus les formes evolucionades a partir d'Homo habilis, originades a l'Àfrica fa al voltant de dos milions d'anys, convivint en els primers estadis amb australopitecs i parantrops al mateix temps al mateix lloc a les coves de Drimolen, molt a prop del bressol de la Humanitat a Sud-àfrica. Es desconeix quan interaccionaren aquestes diferents espècies.
En qualsevol cas, van aparèixer restes de fauna, de foc i indústria lítica al costat d'ossos humans que mostren una ocupació de forma intermitent d'una cova de la localitat de Zhoukoudian, durant potser mig milió d'anys. A aquest conjunt de fòssils es va anomenar Home de Pequín, i la gran majoria es van extraviar al final de la Segona Guerra Mundial. El 1940 es va definir l'espècie Homo erectus, i s'hi van incloure els fòssils de Java, Zhoukoudian i altres jaciments de l'est asiàtic.
Homo erectus fou la primera espècie que va abandonar Àfrica, fa 1,85 milions d'anys, quan va arribar a l'actual Geòrgia, i d'allà es va estendre a cap al sud d'Àsia i Europa (preneandertals) fins fa pocs centenars de milers d'anys, i faria Homo erectus antecessor dels neandertals i dels humans moderns, o dels avantpassats comuns de les dues espècies. Una segona i diferent onada de H. erectus havia colonitzat Zhoukoudian, Xina, uns 780.000 anys enrere. Una altra interpretació anomena Homo erectus només els fòssils asiàtics i fa servir la denominació Homo ergaster per als primers exemplars africans, que serien avantpassats dels Homo erectus asiàtics i dels que van seguir a l'Àfrica i es van estendre cap a l'Orient Mitjà i Europa, anomenats Homo antecessor i considerats avantpassats dels neandertals i els humans moderns.
Els exemplars més recents són els Homo erectus soloensis trobats al llarg del riu Solo a Java, que tenen entre 117.000 i 108.000 anys, i coincideixen amb l'inici d'una era interglacial. No van coincidir en el temps amb Homo sapiens, però podrien haver-ho fet amb els hominins de Deníssova.

## Descobriment
S'anomena erectus (o arcantrop) perquè, quan descobrí Eugène Dubois l'home de Java a Triní, a l'illa de Java (Indonèsia) l'any 1891 consistien en un fèmur molt semblant a un fèmur humà i un crani (aquest darrer és conegut com a Trinil 2, l'espècimen tipus. Dubois va batejar-lo com a Pithecanthropus erectus ('humà mico que camina dret' o 'pitecantrop'). En aquell moment era l'Homo fòssil més antic que podia caminar dret, però posteriorment se n'han trobat de més antics. H. erectus es localitza en molts llocs d'Euràsia i Àfrica, amb una antiguitat d'entre 1,8 milions a 300.000 anys.
Dubois argumentava que el P. erectus era un simi semblant a un gibó, que va ser el precursor d'un pla corporal humà més familiar, però a la dècada de 1930, l'anatomista Franz Weidenreich va notar una similitud sorprenent amb les restes de l'Home de Pequín recentment desenterrades, i aquesta caracterització va obtenir més suport quan Ralph von Koenigswald va descobrir durant la dècada més restes humanes antigues a Mojokerto, Sangiran i Ngandong. Weidenreich creia que eren els avantpassats directes de la subespècie local d'Homo sapiens modern, d'acord amb els conceptes històrics de raça (policentrisme), és a dir, l'home de Pequín era l'avantpassat directe del poble específicament xinès i l'home de Java dels aborígens australians. A mesura que la importància de la distinció racial va disminuir amb el desenvolupament de la síntesi evolutiva moderna, moltes espècies i gèneres humans fòssils d'Àsia, Àfrica i Europa inclosos el pitecantrop i el sinantrop van ser reclassificats com a subespècies d'Homo erectus.

## Morfologia i cultura

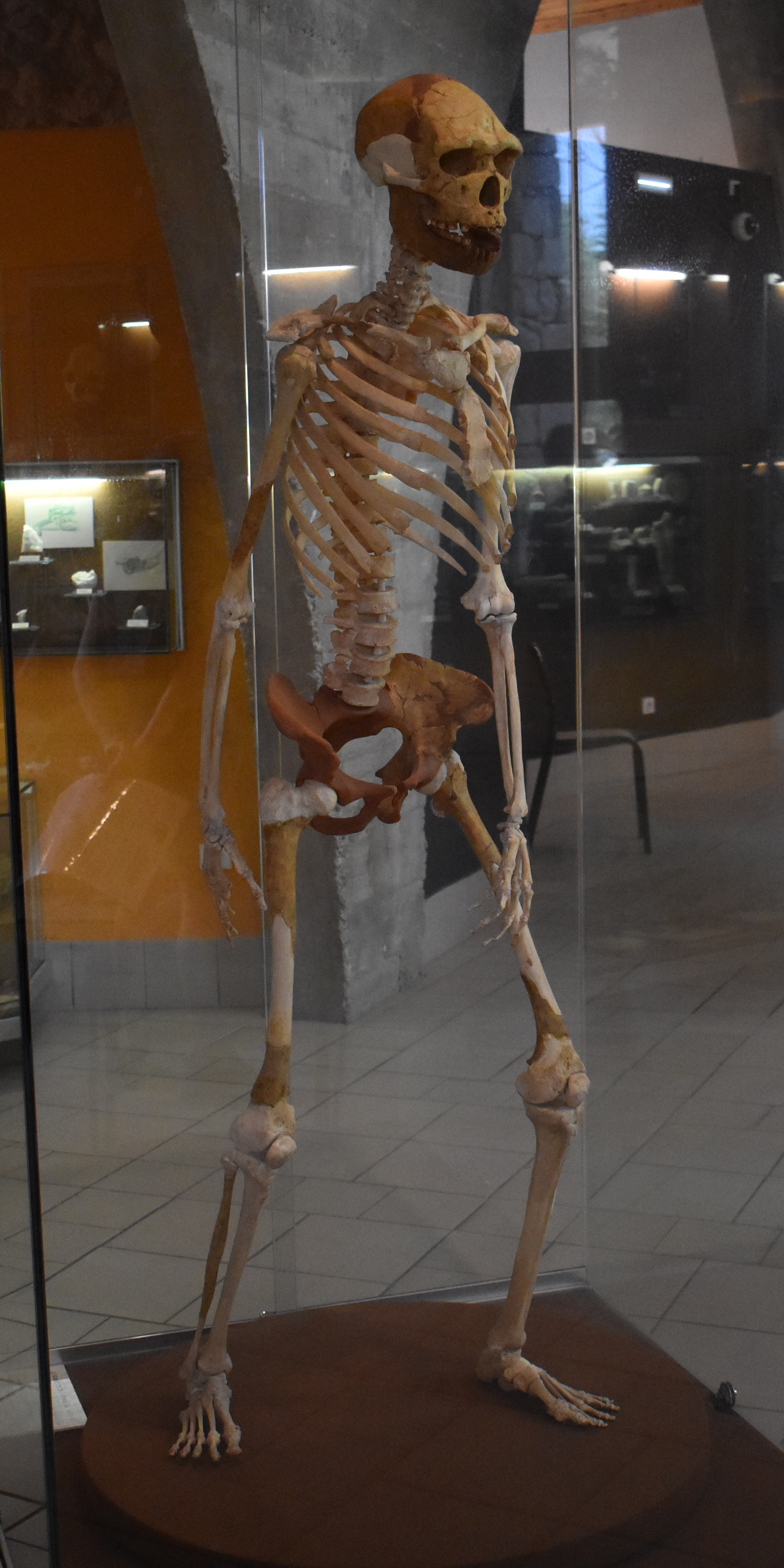
L'Home de Talteüll

El pitecantrop agafava la posició vertical perfectament, igual que els altres Homo erectus; se sap que fabricava utensilis i es creu que es menjaven el cervell dels seus congèneres. El crani del sinantrop és més humà que el dels australopitecs, però encara segueix guardant parentiu amb els simis; era d'alçada lleugerament superior però de baixa capacitat craniana -amb tot, aquesta capacitat era superior als australopitecs- i la dentadura era essencialment humana. La capacitat craniana del pitecantrop és inferior a la del sinantrop i és més semblant a la de l'atlantrop. L'alçària d'un pitecantrop estaria sobre 1,65 m i la del sinantrop seria lleugerament inferior. Es discuteix el dimorfisme sexual. Construïen els seus acampaments i practicaven la recol·lecció i la caça i fabricaven llances de fusta. Els últims Homo erectus van descobrir com dominar el foc. Utilitzaven vestits i eren capaços de comunicar-se.
Les primeres dents dels fòssils de Sangiran, a Java són més grans i més semblants a les de l'H. erectus occidental i l'H. habilis que a les de l'Home de Pequín. Les dents posteriors de Sangiran semblen reduir-se de mida, la qual cosa podria indicar un esdeveniment de colonització secundari de Java per part dels Zhoukoudians o d'alguna població estretament relacionada.
L'any 2000, els arqueòlegs de la Universitat Meiji de Tòquio van afirmar haver trobat dues alineacions pentagonals de forats de pals en un turó prop del poble de Chichibu, que van interpretar com dues barraques datades al voltant de 500.000 anys construïdes per Homo erectus.

### Característiques
- Edat: d'1,8 a 0,3 milions d'anys
- Alçada: 1,50 a 1,65 m
- Pes : 45 a 55 kg
- Capacitat cranial: 850-1.000 cm³
- Cos: Alt, esvelt i modern, molt similar a l'humà actual
- Cap: Volta cranial baixa i llarga, pronunciat arc supraorbitari, front molt pla, pòmuls plans, vora inferior orbitària marcada, manca de demarcació entre la regió nasal i la regió de la cara, i arc occipital molt marcat en forma de barra contínua[5]
- Localització: Àsia central i oriental, i Europa
- Hàbitat: sabanes, boscos
- Foc: dominà el foc al final de la seva existència.
- Eines: fabricades

### Llenguatge
La columna vertebral del nen de Turkana de fa 1,6 milions d'anys no hauria suportat els músculs respiratoris correctament desenvolupats necessaris per produir la parla, i un crani del nen de Mojokerto d'1,5 milions d'anys mostra que aquesta població no va tenir una infància prolongada, requisit per a l'adquisició del llenguatge. Tot i que l'anatomia coclear de Sangiran 2 i Sangiran 4 conserva diversos trets que recorden els australopitecs, el rang auditiu pot haver inclòs les freqüències més altes utilitzades per discernir la parla. Atesa la mida creixent del cervell i la innovació tecnològica, l'Homo erectus pot haver estat utilitzant algun protollenguatge bàsic en combinació amb gestos, i va construir el marc bàsic al voltant del qual finalment es formarien llengües completament desenvolupades.

### Indústria lítica

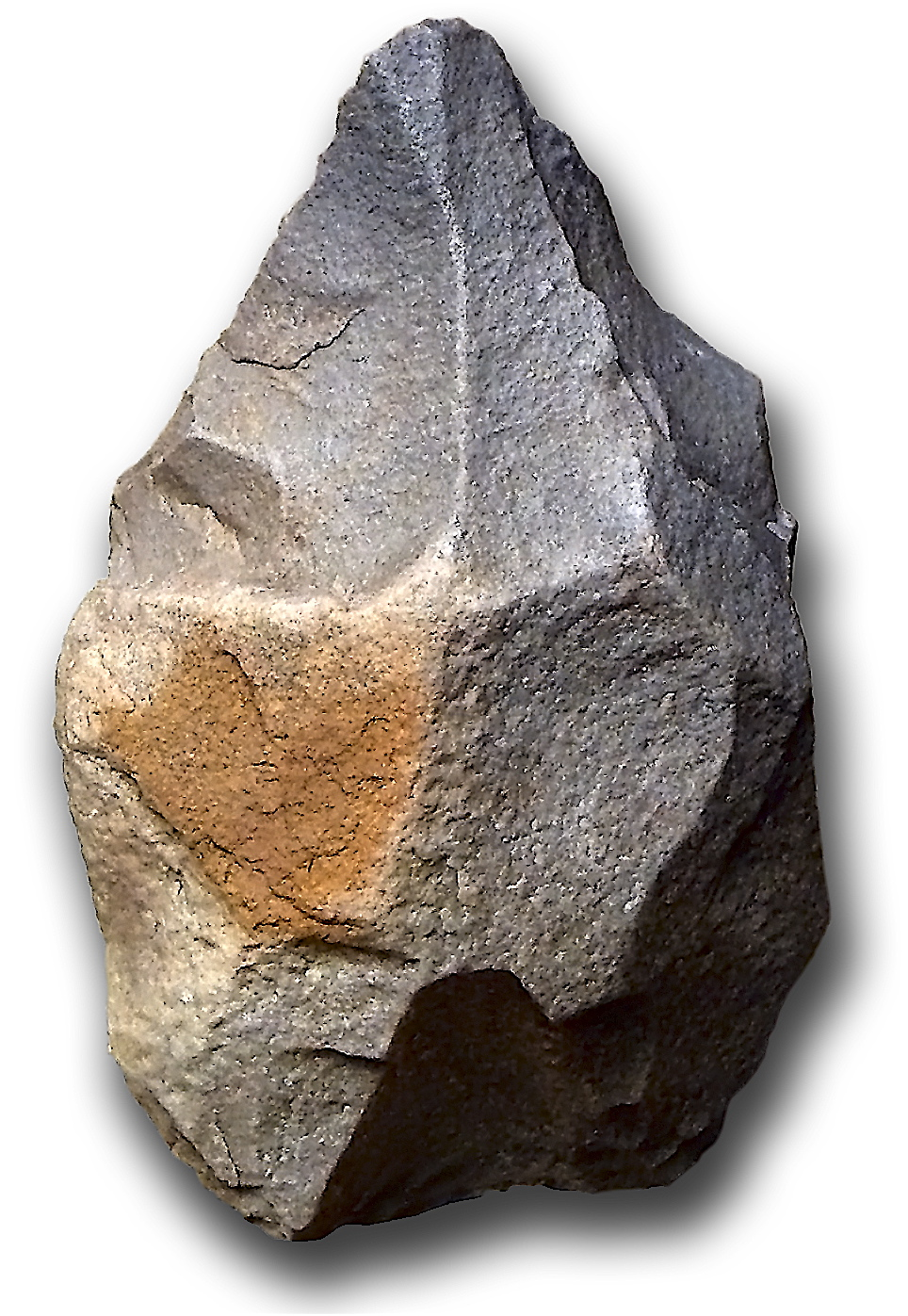
Protobifaç propi de l'olduvaià evolucionat

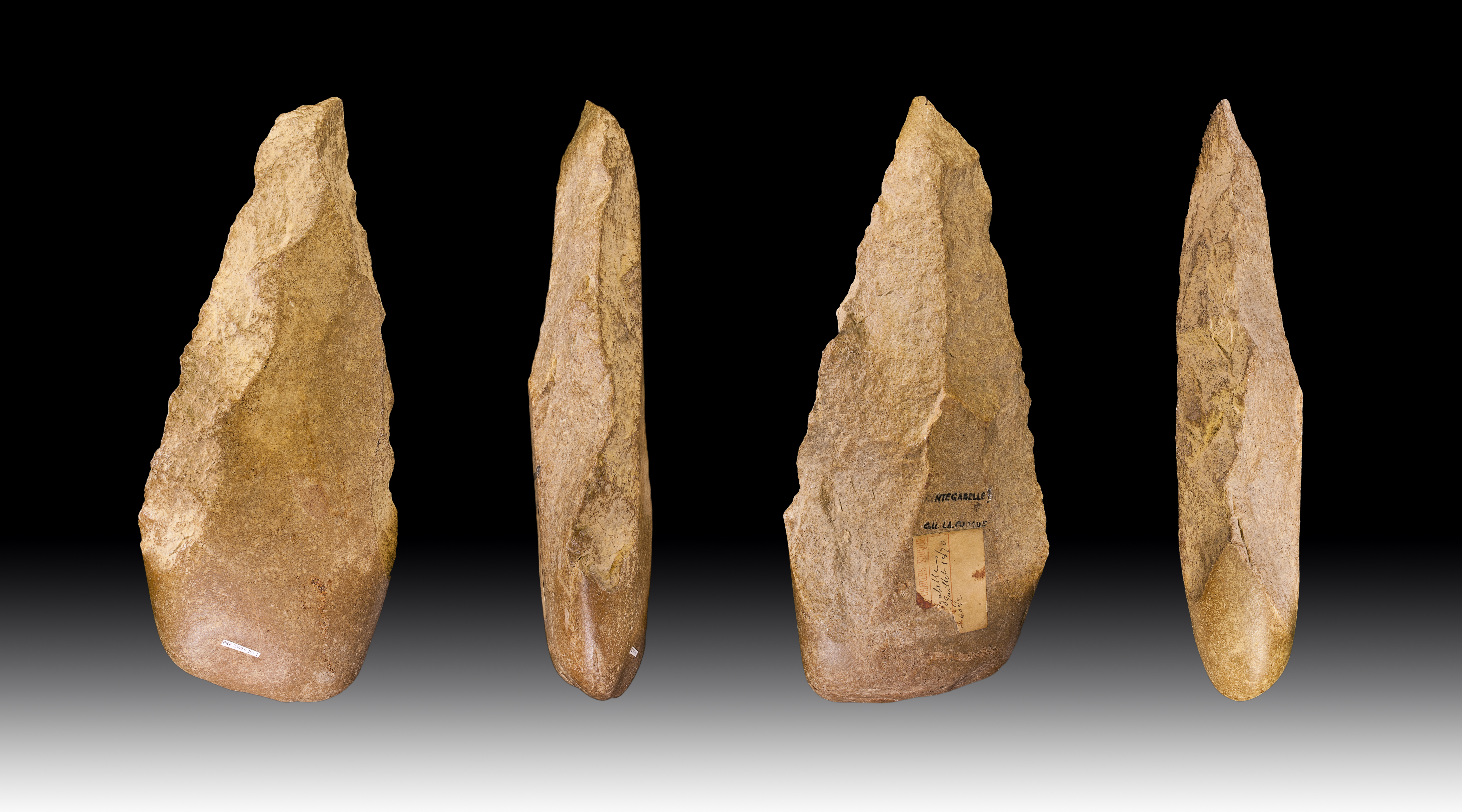
Una destral acheuliana

H. erectus dominava la tècnica de tallar pedres fabricació de bifaços i petites destrals, en la indústria lítica d'eines de pedra anomenades olduvaià, que eren les primeres desenvolupades pels homínids. L'aparició de la indústria lítica de l'acheulià és una de les grans fites de l'evolució humana, amb la que apareix un comportament complex, expressat en la fabricació recurrent d'eines de tall de grans dimensions senzilles i elaborades, i destrals bifacials, amb formes estandarditzades, que implica una previsió i una planificació més avançades per part dels homínins que les que requeria la tecnologia anterior. En un jaciment arqueològic a Gona, al nord d'Etiòpia es van trobar les eines olduvaianes més antigues conegudes al costat dels cranis BSN12 de 1,26 milions d'anys, i el DAN5 d'entre 1,6 i 1,5 milions d'anys. Les dues tecnologies van conviure simultàniament durant centenars de milers d'anys.

### Domini del foc
La primera evidència definitiva del domini del foc pels primers humans va ser trobada a Swartkrans (Sud-àfrica). S'han trobat diversos ossos cremats entre les eines acheulianes, eines d'os i els ossos amb marques de talls d'homínids. Aquest lloc mostra algunes de les primeres proves de carnivorisme d'Homo erectus. A la cova de les Llars (Cave of Hearths) al sud d'Àfrica, s'han trobat dipòsits amb data de 0,2-0,7 Ma, igual que en diversos altres llocs com Montagu Cave (0,058-0,2 Ma) i a la desembocadura del riu Klasies (0,12-0,13 Ma BP).
Els Homo erectus utilitzaven el foc de manera sistemàtica, i la posició dels ossos dels animals calcinats dona informació per determinar que van ser rostits i menjats a l'interior de la cova. El domini del foc va ser un avanç crucial per a la humanitat, a banda de la cocció dels aliments, en facilitar la reunió al voltant d'una foguera, fet que va estimular una major comunicació i cohesió social i va ajudar a estructurar grups més complexos.

### Navegació
Els artefactes de l'acheulià descoberts en illes aïllades que mai havien estat connectades a terra en el Plistocè semblen indicar la capacitat de navegar d'Homo erectus fa un milió d'anys a Indonèsia, on van arribar a les illes Flores, Timor i Roti, cosa que hauria obligat a creuar la Línia de Wallace almenys abans de 800.000 anys. També és possible que fossin els primers en creuar l'estret de Gibraltar. Una anàlisi genètica del 2021 d’aquestes poblacions insulars de H. erectus no va trobar cap evidència de mestissatge amb humans moderns. La capacitat de navegar demostraria que Homo erectus tenia una gran capacitat de planificació, probablement mesos abans del viatge. De la mateixa manera, Homo luzonensis es data entre fa 771.000 a 631.000 anys. Com que Luzon ha estat una illa tot el Quaternari, els avantpassats d'Homo luzonensis haurien hagut d'haver realitzat una important travessia marítima i haver travessat la línia de Huxley.

### Dieta
Homo erectus va ser retratat des del principi com el primer caçador-recolector amb una dieta basada en aliments tous com fruites i baies, i mamífers de mida mitjana i també algunes tortugues. Hàbil depredador de caça major, depenia de la seva habilitat per córrer, i el canvi gradual a depredador alfa pot haver portat a la seva dispersió per tot Afro-Euràsia, tot i que els carronyaires poden haver tingut un paper més important almenys en algunes poblacions doncs els fòssils de H. erectus s'associen sovint amb les restes carronyades de grans herbívors, especialment elefants, rinoceronts, hipopòtams, bovins i senglars. Les complexitats dels comportaments de les preses i el valor nutricional de la carn s'han relacionat amb el creixement del volum cerebral.

### Roba
No és clar quan es va inventar la roba, amb les primeres estimacions que s'estenien fins a 3 milions d'anys per compensar la manca de pèl aïllant. Se sap que els polls del cap i els polls del cos, que només poden habitar individus vestits als humans moderns van divergir aproximadament 170.000 anys, molt abans que els humans moderns abandonessin l'Àfrica, és a dir, la roba ja s'utilitzava bé abans de trobar-se amb climes freds. Es creu que un dels primers usos de la pell animal era per a la roba, i els raspadors de pell més antics daten d’uns 780.000 anys, tot i que això no és indicatiu de l'ús de la roba.

### Subespècies
Homo erectus continua sent una de les espècies més reeixides i longeves d'Homo. Com una espècie diferent d'Àsia, però, no hi ha hagut consens quant a si és ancestre de H. sapiens o de qualsevol homínid posteriors.
- H. e. erectus
- ?H. e. ergaster
- ?H. e. georgicus
- H. e. pekinensis
- H. e. soloensis
- H. e. tautavelensis
- H. e. yuanmouensis

## Jaciments
Els jaciments més importants se'n situen a l'illa de Java («home de Java») i en altres illes d'Indonèsia, a la Xina i nord d'Àfrica (atlantrop). Entre els jaciments xinesos, la cova de Zhoukoudian, a uns 50 km de Pequín, n'és un dels més importants. Les restes descobertes s'hi anomenaren inicialment Sinanthropus pekinensis (sinantrop), humà de Pequín.